# Albatros des Chatham
Thalassarche eremita
Espèce
Statut de conservation UICN

 VU D2 : Vulnérable
L'Albatros des Chatham (Thalassarche eremita) ou Albatros de Chatham, est une espèce d'oiseaux de mer de la famille des Diomedeidae.

## Description

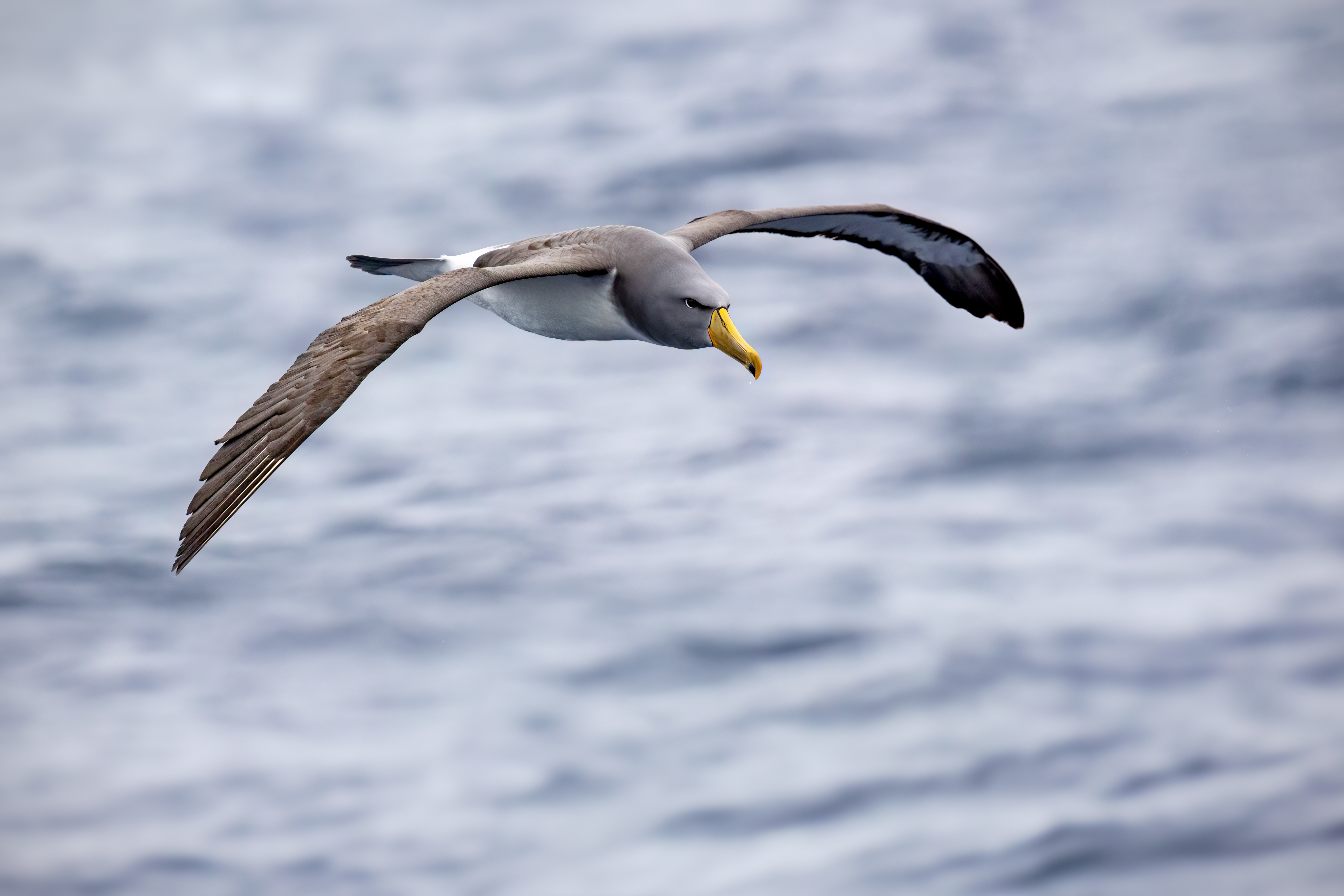
Un albatros des Chatham en vol dans l'est de la péninsule de Tasman. Aout 2022.

Cet albatros pèse de 3,1 à 4,7 kg pour une envergure de 210 à 260 cm.
La tête et le cou sont entièrement gris et contrastent avec la poitrine blanche. Le bec est jaune vif avec la pointe de la mandibule inférieure sombre. Le dessous des ailes est blanc bordé de noir.

## Répartition
L'Albatros des Chatham niche sur The Pyramid (un rocher de 173 m de haut, au large de l'île Pitt).

## Source
- Todd F.S. & Genevois F. (2006) Oiseaux & Mammifères antarctiques et des îles de l'océan austral. Kameleo, Paris, 144 p.